# 2-Hydroxyisobuttersäure
2-Hydroxyisobuttersäure ist ein Derivat der Isobuttersäure, die in 2-Position mit einer Hydroxygruppe substituiert ist.

## Eigenschaften
α-Hydroxycarbonsäuren sind mit der zusätzlichen Hydroxygruppe in der Regel acider als ihre Stammverbindungen. Der pKs-Wert der 2-Hydroxyisobuttersäure beträgt 4,04, während er für die Isobuttersäure etwa 4,86 beträgt. Die Acidität der 2-Hydroxyisobuttersäure unterscheidet sich kaum von der Milchsäure (2-Hydroxypropionsäure) mit 3,90.